# Hàng không năm 1969
Đây là danh sách các sự kiện hàng không nổi bật xảy ra trong năm 1969:

## Chuyến bay đầu tiên

### Tháng 2
- 9 tháng 2 - Boeing 747
- 12 tháng 2 - Mil Mi V-12

### Tháng 3
- Aero Boero AB-115
- 2 tháng 3 - BAC-Aérospatiale Concorde

### Tháng 4
- 24 tháng 4 - Anderson Kingfisher

### Tháng 6
- 27 tháng 6 - Interceptor 400

### Tháng 8t
- 30 tháng 8 - Tupolev Tu-22M

### Tháng 9
- 15 tháng 9 - Cessna FanJet500, nguyên mẫu được phát sinh từ Cessna Citation.

## Bắt đầu hoạt động
Tháng 10
- 2 tháng 10 - Hawker-Siddeley Nimrod